# Wińsko
Wińsko (niem. Winzig, tuż po zakończeniu II wojny światowej Winiec) – wieś w Polsce położona w województwie dolnośląskim, w powiecie wołowskim, w gminie Wińsko. Siedziba gminy Wińsko.
Dawniej miasto; uzyskało lokację miejską w 1285 roku, utraciło prawa miejskie w 1945 roku. W latach 1954–1972 wieś należała i była siedzibą władz gromady Wińsko. W latach 1975–1998 miejscowość należała administracyjnie do województwa wrocławskiego.

## Toponimia
Nazwa wsi pochodzi od napoju alkoholowego wina lub winnej latorośli, z której się je uzyskuje.
W dokumencie potwierdzającym posiadłości klasztoru w Lubiążu, pochodzącym z roku 1217, znajduje się napis „Wroblino juxta Vin”. Przez niektórych badaczy jest on traktowany jako najwcześniejsza wzmianka o Wińsku. Natomiast za pierwszy pewny historyczny przekaz mówiący o Wińsku przyjmuje się dokument wydany w roku 1272, w którym wymieniony został proboszcz tutejszego kościoła o imieniu Nicolaus.
W księdze łacińskiej Liber fundationis episcopatus Vratislaviensis (pol. Księga uposażeń biskupstwa wrocławskiego) spisanej za czasów biskupa Henryka z Wierzbna w latach 1295–1305 miejscowość wymieniona jest w zlatynizowanej formie Wynque oraz Winczk. W roku 1613 śląski regionalista i historyk Mikołaj Henel z Prudnika wymienił miejscowość w swoim dziele o geografii Śląska pt. Silesiographia podając jej łacińską nazwę: Wincigium.

## Historia
Początkowo istniała tu osada targowa, w roku 1285 książę Przemko ścinawski dokonał lokacji miasta na prawie niemieckim. Około 1300 roku w Wińsku były bite monety książęce. Pierwszy przekaz źródłowy wymieniający burmistrza oraz radców miejskich Wińska pochodzi z roku 1377. W XIV w. miasto otoczono ceglanymi murami obronnymi. W roku 1404 książę Konrad oleśnicki nadał miastu prawo magdeburskie, potwierdzając jednocześnie dotychczasowe przywileje. W roku 1423 Wińsko zostało splądrowane przez husytów. W roku 1512 król Władysław nadał miastu herb. Ukazywał on umieszczonego na czerwonym tle rycerza z podniesioną przesłoną hełmu, który w prawej ręce trzyma nagi miecz, w lewej natomiast gałąź winorośli z winnymi gronami.
Od czasu zakupu ziemi wołowskiej przez księcia Fryderyka II legnickiego (w pierwszej połowie XVI wieku) do roku 1675, miasto pozostawało w rękach Piastów, rezydujących najczęściej na zamku w Legnicy. Około roku 1613 wybudowany został ratusz. W czasie wojny trzydziestoletniej, w roku 1633, miasto zostało spustoszone. Rok później w mieście wybuchła zaraza. W roku 1712 wybuchł wielki pożar, w czasie którego miasto zostało prawie doszczętnie zniszczone. Wiek XIX był bardzo pomyślnym okresem w rozwoju miasta, w latach 1821–1858 rozebrano mury miejskie. Pod koniec XIX wieku Wińsko uzyskało połączenie kolejowe w związku z otwarciem w roku 1898 linii kolejowej Rawicz-Legnica. Budynek stacji kolejowej gotowy był już w 1896 roku. W roku 1911 w Wińsku wybudowana została gazownia. Po pierwszej wojnie światowej miasto zostało podłączone do elektrowni w Legnicy. W 1921 roku struktura wyznaniowa ludności przedstawiała się następująco: 359 katolików, 1654 ewangelików, 30 żydów, 13 innowierców i 1 bezwyznaniowiec. W trakcie działań wojennych w czasie II wojny światowej w bardzo dużym stopniu zniszczone zostało historyczne centrum miasta. Z przyrynkowej zabudowy ocalało zaledwie 6 domów, z ratusza zostały tylko mury obwodowe, które wkrótce rozebrano.
W 1945 roku żołnierze radzieccy wznieśli na ul. Rawickiej obok cmentarza pomnik na prowizorycznym cmentarzu poległych w walce o miasto (zwłoki później przeniesiono na cmentarz w Wołowie).
W 1946 roku na cmentarzu wzniesiono grób nieznanego żołnierza.

## Zabytki
Do wojewódzkiego rejestru zabytków wpisane są:
- centrum historyczne miasta, zniszczone podczas działań wojennych w 1945 r.; został mocno zniszczony m.in. ratusz i większość kamienic
- kościół parafialny pw. św. Michała Archanioła, ul. Kościelna 4, wybudowany w latach 1884–1886, w stylu neogotyckim wg projektu Karla Lüdecke[11].
- Kościół św. Trójcy, późnogotycki kościół halowy, zbudowany w 2. połowie XV wieku. Wieża jest neogotycka i pochodzi z roku 1876[11]. Poewangelicki, po II wojnie światowej cerkiew, od roku 1997 filialny kościół katolicki.
- cmentarz żydowski, z drugiej połowy XIX w.
- mury miejskie, średniowiecze z XIV w., oryginalne fragmenty oraz partie zrekonstruowane w XX w.

inne zabytki:
- cmentarz żydowski
- liczne budynki z przełomu XIX/XX w.

## Komunikacja
Przez miejscowość Wińsko przebiega droga krajowa i wojewódzka:
- 36 Ostrów Wielkopolski-Krotoszyn-Rawicz-Wąsosz-Wińsko-Ścinawa-Lubin-Prochowice
- 338 Wińsko-Wołów-Prawików,

## Wspólnoty wyznaniowe
- Kościół rzymskokatolicki:
  - parafia św. Michała Archanioła
- Świadkowie Jehowy:
  - zbór Wińsko (Sala Królestwa ul. Piłsudskiego 89)[12]

## Międzynarodowe partnerstwo
W 2008 roku nawiązano partnerstwo z niemiecką gminą Hollenstedt w dolnosaksońskim powiecie Harburg.
- Hollenstedt  Niemcy

Utrzymywane są także kontakty partnerskie z niemieckim miastem Meschede.